# Bandera Bansander
La Bandera Bansander es el premio de una regata de remo de traineras organizada en Cantabria desde 1984.

## Historia
Es una competición de traineras que se disputa en Cantabria, en los últimos años sólo en Santander. En el año 2005, la victoria fue para la Sociedad Deportiva de Remo Astillero que se impuso a la Sociedad Deportiva de Remo Castro Urdiales por 47 centésimas y a la Sociedad Deportiva de Remo Pedreña por 10 segundos. El resto de participantes fueron el Club de Remo Ciudad de Santander, el Club de Remo Pontejos y Laredo Remo Club. La regata se celebró en Astillero el día 17 de junio.
En el año 2006 la regata fue celebrada en Santander el 16 de junio y el ganador volvió a ser Astillero por delante de Pedreña a cinco segundos y de Laredo a 36. Castro no participó y el resto de competidores fueron Pontejos, CRC Santander, el Club de Remo Valle de Camargo y el Club de Remo Colindres.
El 22 de junio de 2007 tuvo lugar la XXIV edición de esta bandera que se adjudicó Pedreña en la Bahía de Santander. A 16 segundos llegó Castro Urdiales y a 23 Pontejos. El resto de participantes fueron Astillero, Laredo, Camargo, Castro Urdiales B y Colindres.
La XXV edición de la Bandera Bansander disputada el 20 de junio de 2008 en Santander, estuvo marcada por las ausencias de los dominadores en las regatas anteriores, Castro y Astillero. Sin ellos se adjudicó claramente la victoria Pedreña seguida por Camargo a 12 segundos. El resto de participantes fueron Castro Urdiales B, Club de Remo La Maruca, Colindres, CRC Santander y Sociedad Deportiva Santoña Club de Remo. En 2009, se celebró el viernes 19, un día antes del comienzo de la Liga ARC, por cuyo motivo Santoña no se presentó. Sin embargo, los clubes de la Liga ACT (Castro y Pedreña) mantuvieron una dura pugna por la victoria, que finalmente se decantó para Castro por 9 segundos.

## Historial
| Edición | Año  | Localidad       | Ganadora     | Segunda      | Tercera      |
| ------- | ---- | --------------- | ------------ | ------------ | ------------ |
| I       | 1984 | Santander       | Santoña      | Castro       | Pedreña      |
| II      | 1985 | Santander       | Pedreña      | Santoña      | Astillero    |
| III     | 1986 | Santander       | Santoña      | Castro       | Pedreña      |
| IV      | 1987 | Santander       | Castro       | Camargo      | Santoña      |
| V       | 1988 | Santander       | Camargo      | Santoña      | C. Santander |
| VI      | 1989 | Santander       | Santoña      | C. Santander | Castro       |
| VII     | 1990 | Santander       | Castro       | C. Santander | Camargo      |
| VIII    | 1991 | Castro-Urdiales | C. Santander | Camargo      | Santoña      |
| IX      | 1992 | Santoña         | Santoña      | Astillero    | Camargo      |
| X       | 1993 | Santander       | C. Santander | Camargo      | Santoña      |
| XI      | 1994 | Santander       | Camargo      | Santoña      | C. Santander |
| XII     | 1995 | Santoña         | Santoña      | Camargo      | C. Santander |
| XIII    | 1996 | El Astillero    | Camargo      | Pedreña      | Santoña      |
| XIV     | 1997 | Castro-Urdiales | C. Santander | Pedreña      | Colindres    |
| XV      | 1998 | Camargo         | Santoña      | Castro       | C. Santander |
| XVI     | 1999 | Santander       | Astillero    | C. Santander | Castro       |
| XVII    | 2000 | Laredo          | C. Santander | Astillero    | Pedreña      |
| XVIII   | 2001 | El Astillero    | Astillero    | Castro       | C. Santander |
| XIX     | 2002 | Pedreña         | Castro       | Pedreña      | Astillero    |
| XX      | 2003 | Santander       | Astillero    | Castro       | Pedreña      |
| XXI     | 2004 | Santander       | Astillero    | Pedreña      | Castro       |
| XXII    | 2005 | El Astillero    | Astillero    | Castro       | Pedreña      |
| XXIII   | 2006 | Santander       | Astillero    | Pedreña      | Laredo       |
| XXIV    | 2007 | Santander       | Pedreña      | Castro       | Pontejos     |
| XXV     | 2008 | Santander       | Pedreña      | Camargo      | Castro B     |
| XXVI    | 2009 | Santander       | Castro       | Pedreña      | Astillero    |
| XXVII   | 2010 | Santander       | Astillero    | Pedreña      | Castro       |
| XXVIII  | 2011 | Santander       | Castro       | Astillero    | Pedreña      |
| XXIX    | 2012 | Santander       | Castro       | Pedreña      | Camargo      |
| XXX     | 2013 | Santander       | Astillero    | Castreña     | Pedreña      |
| XXXI    | 2014 | Santander       | Astillero    | Pedreña      | Santoña      |
| XXXII   | 2015 | Santander       | Pedreña      | Astillero    | Castreña     |
| XXXIII  | 2016 | Santander       | Astillero    | Pedreña      | Camargo      |
| XXXIV   | 2017 | Santander       | Astillero    | Pedreña      | Camargo      |
| XXXV    | 2018 | Santander       | Astillero    | Camargo      | Santoña      |
| XXXVI   | 2019 | Santander       | Astillero    | Santoña      | Pedreña      |
| XXXVII  | 2020 | Santander       | Pedreña      | Camargo      | Astillero    |
| XXXVIII | 2021 | Santander       | Pedreña      | Astillero    | Camargo      |
| XXXIX   | 2022 | Santander       | Pedreña      | Camargo      | Castreña     |
| XL      | 2023 | Santander       | Camargo      | Pedreña      | Astillero    |
| XLI     | 2024 | Santander       | Pedreña      | Camargo      | Castreña     |
| XLII    | 2025 | Santander       | Pedreña      | Astillero    | Camargo      |

## Palmarés
| Victorias | Club         | Años                                                                         |
| --------- | ------------ | ---------------------------------------------------------------------------- |
| 13        | Astillero    | 1999, 2001, 2003, 2004, 2005, 2006, 2010, 2013, 2014, 2016, 2017, 2018, 2019 |
| 9         | Pedreña      | 1985, 2007, 2008, 2015, 2020, 2021, 2022. 2024, 2025                         |
| 6         | Santoña      | 1984, 1986, 1989, 1992, 1995, 1998                                           |
| 6         | Castro       | 1987, 1990, 2002, 2009, 2011, 2012                                           |
| 4         | C. Santander | 1991, 1993, 1997, 2000                                                       |
| 4         | Camargo      | 1988, 1994, 1996, 2023                                                       |